# Buriewiestnik-JuRGUES Szachty
Buriewiestnik-JuRGUES Szachty (ros. Футбольный клуб «Буревестник-ЮРГУЭС» Шахты, Futbolnyj Kłub "Buriewiestnik-JuRGUES" Szachty) – rosyjski klub piłkarski z siedzibą w Szachtach w obwodzie rostowskim.

## Historia
Chronologia nazw:
- 1958—2004: «Szachtior» Szachty (ros. «Шахтёр» Шахты)
- 2005—2006: «Buriewiestnik-JuRGUES» Szachty (ros. «Буревестник-ЮРГУЭС» Шахты)[1][2]
- 2014—2017 — «Szachtior-2014»[3]
- 2013—... — «Szachtior» Szachty[4]

Piłkarska drużyna Szachtior została założona w 1958 w mieście Szachty.
W 1958 zespół debiutował w Klasie B, strefie 4 Mistrzostw ZSRR. W 1963 w wyniku reorganizacji systemu lig ZSRR został zdegradowany do Klasy B, strefy 3, w której występował do 1969.
Potem występował w mistrzostwach obwodu rostowskiego.
Dopiero w 1989 ponownie startował w Drugiej Lidze, strefie 3. W latach 1990–1991 występował w Drugiej Niższej Lidze.
W Mistrzostwach Rosji klub startował w Drugiej Lidze, strefie 2, w której występował dwa sezony. W latach 1994–1997 występował w Trzeciej Lidze, strefie 2. W 1998 po reorganizacji systemu lig Rosji awansował do Drugiej Dywizji, strefy południowej. W 2003 zajął ostatnie 20. miejsce i pożegnał się z rozgrywkami profesjonalnymi. W 2005 na bazie klubu powstał Buriewiestnik-JuRGUES Szachty, który reprezentował Południowo-Rosyjski Państwowy Uniwersytet Ekonomiki i Serwisu. W latach 2005–2006 zmagał się w rozgrywkach Ligi Amatorskiej. Na początku 2007 został rozformowany.

## Sukcesy
- Klasa B ZSRR, strefa 4:
  - 4. miejsce: 1961
- Puchar ZSRR:
  - 1/16 finalista: 1960
- Rosyjska Druga Liga, strefa 2:
  - 4. miejsce: 1992
- Puchar Rosji:
  - 1/64 finalista: 1994, 2004

## Znani piłkarze
- Kazbek Geteriev
- // Ruslan Uzakov